# Liste der Monuments historiques in Rupt-sur-Othain
Die Liste der Monuments historiques in Rupt-sur-Othain führt die Monuments historiques in der französischen Gemeinde Rupt-sur-Othain auf.

## Liste der Immobilien
| Bezeichnung                | Beschreibung                                                                   | Standort              | Kennzeichnung | Schutzstatus | Datum | Bild           |
| -------------------------- | ------------------------------------------------------------------------------ | --------------------- | ------------- | ------------ | ----- | -------------- |
| Château de Rupt-sur-Othain | Wohngebäude, 1782; Bauernhof, 1805; weitere Wirtschaftsgebäude; Park, vor 1847 | Rue du Château (Lage) | PA55000045    | Inscrit      | 2015  | weitere Bilder |

## Liste der Objekte
| Bezeichnung               | Beschreibung                                                                  | Standort                        | Kennzeichnung | Schutzstatus | Datum | Bild |
| ------------------------- | ----------------------------------------------------------------------------- | ------------------------------- | ------------- | ------------ | ----- | ---- |
| Skulptur Madonna mit Kind | Holz, farbig gefasst, 16. Jahrhundert; im Kathedralschatz in Verdun deponiert | in der Kirche St-Nicolas (Lage) | PM55002276    | Inscrit      | 2000  |      |